# Pachyballus flavipes aurantius
Pachyballus flavipes là một phân loài nhện trong họ Salticidae.
Loài này thuộc chi Pachyballus. Pachyballus flavipes aurantius được Lodovico di Caporiacco miêu tả năm 1949.